# 金藝元
金藝元（： Gim Ye Won，1989年12月5日—），藝名藝元（： Ye Won），韓國女藝人，曾為明星帝國娛樂旗下女子流行音樂團體Jewelry成員，隊內職務為主唱、可愛擔當，在2011年以《Back it up》正式出道。

## 简历

### Jewelry活動

#### 2011年
開始担任KBS综艺节目青春不败2固定成員。

#### 2012年
10月11日推出第一张迷你专辑《LOOK AT ME》。同年与Nine Muses慧美出演MBC电视剧《Stand By》。同年出演tvN电视剧请回答1997剧中饰演成宋珠。

#### 2013年
7月5日发行数位单曲《HOT & COLD》。同年出演SBS电视剧爱情与战争2偶像版，剧中饰演刘恩彩。同年客串电视剧一丝的纯情。同年与李沇熹共同出演电视剧韩国小姐。

#### 2014年
1月24日为某品牌内衣代言，并公开主题为“like yes”的广告写真。 9月16日担任tvN综艺节目《从今天开始上班》嘉宾。12月28日与金钟国、李贞贤等担任MBC综艺节目《无限挑战-在星期六的歌手》嘉宾。同年与李多海、李棟旭出演MBC电视剧《Hotel King》。

### 解散後發展

#### 2015年
2015年2月，參與MBC綜藝節目《同屬相的課外輔導》的錄影，被爆出在其節目拍攝時被李泰林辱罵的影像，爾後此事被證實，李泰林因此受眾譴責。起初大眾普遍支持金藝媛，然而就在3月底，兩人對話內容原委被公開，事實證明確實是因金藝媛並未說敬語導致事件的發生。
《我們結婚了》新夫婦初見面，製作單位公開新夫婦劉憲華（Henry）與藝元，合稱「幸運夫婦」，已於同年6月13日下車。

## 影視作品

### 電視劇
| 年份 | 電視台  | 劇名                   | 角色       | 性質               |
| 2012 | MBC     | 《Stand By》           | 金藝元     | 肉店家的女兒       |
| 2012 | tvN     | 《請回答1997》         | 成宋珠     | 詩源的姊姊         |
| 2013 | KBS     | 《一絲的純情》         | 体育老師   |                    |
| 2013 | KBS     | 《愛情和戰爭2》        | 劉恩彩     | EP.62 女主角       |
| 2013 | MBC     | 《韓國小姐》           | 李英善     | 百貨公司電梯服務員 |
| 2014 | MBC     | 《Hotel King》         | 尹多貞     | 大廳接待員         |
| 2017 | MBC     | 《小偷傢伙，小偷大人》 | 金藝元     | EP.50 特別出演     |
| 2018 | tvN     | 《金秘書為何那樣》     | 薛瑪音     | 配角               |
| 2018 | KBS     | 《就算死也喜歡》       | 李尹美     | 配角               |
| 2019 | OCN     | 《臨時制先生》         | 申惠秀     | 配角               |
| 2020 | MBC     | 《李小姐知情》         | 婦女會總務 | 配角               |
| 2020 | JTBC    | 《Run On》             | 崔泰莉     | 名演員             |
| 2022 | Netflix | 《毒梟聖徒》           |            | 特別出演           |
| 2023 | Netflix | 《造后者》                   | Jini       | 配角               |
| 2024 | tvN     | 《不可能的婚禮》       | 安世珍     |                    |
| 2025 | Disney+ | 《血謎拼圖》           | 李美映     | 特別出演           |

## 綜藝節目
- 2011年：SBS《oh my god》
- 2011年：Y-Star《食神降臨》
- 2011年：Mnet《偶像排行榜show》
- 2011年：KBS《青春不敗2》固定成員
- 2011年：SBS《StarKing》
- 2012年：MBC《中秋特輯天下壯士偶像摔跤大會》
- 2012年：Y-Star《食神之路》
- 2012年：SBS《一億的Quiz Show》
- 2012年：SBS《強心臟》
- 2012年：KBS《Hello你好》
- 2012年：MBC《Weekly Idol》
- 2013年：MBC《改世問》
- 2013年：MBC《改世問》
- 2013年：TVN《The Romantic & Idol》
- 2013年：SBS《申東燁和排序女》
- 2013年：KBS《Dream Team》
- 2013年：KBS《明星家族秀媽媽咪呀》
- 2013年：SBS《The Show》
- 2013年：tvN《三個傻瓜》
- 2014年: 新加坡新傳媒、Mnet《我和韓星有個約會》
- 2014年：MBC《無限挑戰》週六週六歌手特輯
- 2015年：KBS《歡樂在一起 Happy Together》2月26日
- 2015年：MBC《我們結婚了4》與Henry作為假想夫妻
- 2016年：KBS《歡樂在一起 Happy Together》10月6日
- 2016年：tvN《SNL.KOREA 第七季》固定演出
- 2017年：tvN《把便利店掏空吧》

## 廣播節目

### 嘉賓出演
- 2011年：SBS《光熙與藝元的 Young Street》

## 主持

### 節目主持
- 2013年：Tooniverse《難堪學校》(與光熙共同主持)
- 2013年：MBC《出發吧！夢之隊2》特別 MC
- 2014年：Tooniverse《難堪學校2》主持
- 2014年：Mnet《M!Countdown Begins》(與 K.Will 共同主持)

## 演唱会嘉宾
| 演唱会 | 年份                                                                       | 角色 |
| 2014年 | Block. B釜山 KBS 廳內舉行《Block. B 1st Concert – 2014 BLOCKBUSTER》演唱會 | 嘉宾 |

## 宣傳大使
- 2014年：(世界愛滋病日)Jewelry参加了由“Standard Chartered”韩国第一银行、SBS MTV及THE BODY SHOP联合主办的、在首尔“Standard Chartered”银行总店举行《2012预防愛滋病演唱会》。

## 外部連結
- 藝元的X（前Twitter）
- 藝元的Instagram帳戶
- YouTube上的藝元頻道